# 액턴 (캔버라)
액튼(Acton)은 오스트레일리아 캔버라에 있는 지역이다. 오스트레일리아 수도 준주 도심지 서쪽에 위치해 있으며 블랙산(Black Mountain)을 서쪽, 그리핀 호수(Lake Burley Griffin)를 남쪽 경계로 하고 있다. 호주국립대학교의 캠퍼스가 지역의 대부분을 차지하고 있으며, 국립음향보관소(National Film and Sound Archive)와 오스트레일리아 국립 박물관(National Museum of Australia)가 지역 내부에 위치해 있다.
인구는 2006년 기준으로 1,808명이며, 이 대부분은 호주국립대학교의 기숙사에서 거주하는 학생들이다.

## 역사
지역의 이름은 현재 오스트레일리아국립박물관이 위치한 지역의 원래 명칭인 'Acton'에서 따왔다.